# Roli Frei
Roli Frei (eigentlich Roland Joseph Frei; * 9. April 1953 in Basel) ist ein Schweizer Singer und Songwriter. Er lebt und arbeitet in Basel, trat als Texter, Komponist, Sänger, Gitarrist oder Saxofonist bei Formationen wie Circus, Lazy Poker Blues Band oder Soul Cats in Erscheinung. Seit 1999 veröffentlicht er Alben unter Soulful Desert respektive Roli Frei and The Soulful Desert.

## Biographie
Kindheit, Jugend und Familie
Roli Frei wuchs in Basel mit seinen Eltern und einer älteren Schwester auf. In Basel besuchte er auch sämtliche Schulen, bis er Mitte Siebzigerjahre am Seminar Biel das Primarlehrerdiplom erwarb. Er war später während über einem Jahrzehnt als Musiklehrer an der Sekundarschule Arlesheim tätig. Frei ist Autodidakt; verheiratet und Vater von zwei erwachsenen Söhnen.
1969–1972: Musikalische Anfänge
Frei war als Teenager bereits als Gospel- und Folksänger und mit seiner ersten Band Back to Nature aktiv. 1971 gewann er im Rahmen der Sendung Die erste Chance, einem Castingshow-Vorläufer des Radiosenders Beromünster, in der Sparte Folk mit seiner ersten Eigenkomposition Nothing to Lose.
1972–1981: CIRCUS
Fritz Hauser, Stefan Amman, Marco Cerletti, Andreas Grieder und Roli Frei bildeten die Progressiver Rock Band CIRCUS. Über 400 Konzerte in Westdeutschland und in der Schweiz, 4 LPs und diverse TV-Produktionen und Auszeichnungen waren das Resultat.
1980–1985: Lazy Poker Blues Band
1980 stiess Frei als Sänger zur Basler Band, welche bereits 1975 von Cla Nett (guitar, vocals), Ueli Hofmann (guitar, bass), Fulvio Häfeli (drums, vocals) und Werner Döbelin (bass, vocals) gegründet wurde. Gemeinsam gaben sie rund 350 Konzerte in Deutschland und in der Schweiz. Dabei waren grosse Festivals und Tourneen, DDR-Tournee im Kulturaustausch, das Concert for Europe am 19. Mai 1984 im Olympiastadion Berlin mit 60'000 Zuschauenden. Auch als Vorband von Joe Cocker auf dessen Civilized Man-Tour konnten sie während zwanzig Konzerten vor grossem Publikum auftreten.
1988–heute: diverse Kollaborationen und Projekte
Projekte mit Dolci & the Vitas, Soulcats, Roland Fischer, Stephan Grieder, der Swiss Band Aid, der Swiss All Star Band, Disco Experience, Lia Luna, das Rockoratorium Eversmiling Liberty von Johansen/Kullberg, Schulprojekte wie das Musical Splash (zum Thema Umweltverschmutzung), die szenische Collage Under Pressure (zum Thema Suchtprävention) sowie die Musiktheater Kiss of Life und Cry for Freedom (zur gleichnamigen Biografie über Steve Biko) gehören ebenfalls zu Roli Freis Schaffen.
1999–heute: Soulful Desert
1999 begann Soulful Desert als Singer-Songwriterprojekt mit Robert Schweizer am Bass und ab 2000 zusätzlich mit Roland Fischer am Schlagzeug. Heute besteht die Formation aus Peter Wagner (Piano), Patrick Sommer (Bass) und Andy Wettstein (Schlagzeug). Alternativ tritt Roli Frei mit diesem Repertoire solo, mit einem der aktuellen Bandmitgliedern, Sandra Merk, Andrea Samborski oder dem Rapper Pyro auf.

## Diskografie

### Erste Veröffentlichung
- 1971 als Roland Frei mit Nothing to lose (Radio DRS, produziert von Hans Moeckel)

### Alben mit CIRCUS
- 1976: Circus
- 1977: Movin’on
- 1978: CIRCUS All Star Band (mit Polo Hofer, Corin Curschellas, Schifer Schafer u. a.)
- 1979: Fearless, Tearless and Even Less
- 1990: Movin’on

### Alben mit Lazy Poker Blues Band
- 1980: Soul Food
- 1982: Live! One More Mile
- 1982: Still Lazy
- 1984: Dealin‘ With Feeling
- 1985: Constant Food Supply
- 1990: 15 Years

### Alben als Roli Frei und mit Soulful Desert
- 1999: Stranger in my House (Soulful Desert)
- 2002: Floating Awake  (Roli Frei and the Soulful Desert)
- 2010: Strong  (Roli Frei and the Soulful Desert)
- 2016: Strong Is Not Enough (Roli Frei and the Soulful Desert)
- 2019: What Happened Tomorrow (Roli Roland Frei - Compilation)

### Mit Anderen
- 1989: Small I’s (Album von Dolci & the Vitas)
- 1991: Out of Water (Roland Fischer)
- 1994: Good Thing (mit Lilian Michel auf Swiss All Star Band, Volume 17)
- 1993: Sons and Fathers (auf Swiss Band Aid, Benefizalbum)
- 2020: Sait dr Babbe (auf dem Album Ganz Basel macht jetzt Krach, Produktion der Muttenzerkurve, Fans des FC Basel)[4]

## Auszeichnungen
- Schweizer Sänger des Jahres 1982[5]
- L'Unique 2014 - 1. Anerkennungspreis des Rockfördervereins (RFV) Basel[6]